# Yiguandao
Yiguandao (Chinees: 一貫道) (enige weg), is een Chinese nieuwe religieuze beweging.
Yiguandao is zowel polytheïstisch als pantheïstisch die beweert de gemeenschappelijke waarheid te openbaren aan "de 5 scholen" (taoïsme, boeddhisme, confucianisme, christendom, islam). Yiguandao werd door de communisten in de tijd van Mao Zedong verboden.

## Indonesië
Yiguandao in Indonesië wordt ook wel "Buddha Maitreya" religie genoemd. Bij overheidsinstanties staat het geregistreerd als boeddhistisch, omdat de Indonesische staat alleen de vijf belangrijkste religies erkent (islam, katholicisme, protestantisme, boeddhisme en hindoeïsme). In dit land staat ook Gautama Boeddha op Yiguandao altaren. In andere landen komt dat niet voor.